# شب‌های روشن ۳٫۹۸
شب‌های روشن ۳٫۹۸ (انگلیسی: White Nights 3.98; کره‌ای: 백야 3.98) یک مجموعهٔ تلویزیونی کره جنوبی سال ۱۹۹۸ بر پایه رمانی با همین نام اثر هان ته هون است. این مجموعه از ۳۱ اوت تا ۳ نوامبر ۱۹۹۸، روزهای دوشنبه و سه‌شنبه ساعت ۲۱:۵۵ (کی‌اس‌تی) از اس‌بی‌اس برای ۲۰ قسمت پخش شد.